# Robert I (książę Bar)
Robert I (ur. w 1344 lub 1345, zm. 12 kwietnia 1411) – hrabia Bar od 1352, książę Bar od 1354.

## Życiorys

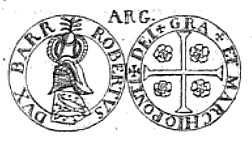
Pieczęć Roberta

Robert był młodszym synem hrabiego Bar Henryka IV i Jolanty z Cassel, córki hrabiego Marle, Roberta (syna hrabiego Flandrii Roberta III). Po śmierci starszego brata Edwarda II w 1352 objął hrabstwo Bar, początkowo (do 1359) pod rządami opiekuńczymi swej matki i ciotecznej babki. W 1354 król Francji Jan II Dobry podniósł go do rangi księcia (co dało mu rangę para Francji), a cesarz Karol IV Luksemburski nadał mu tytuł margrabiego Pont-a-Mousson (zyskał przez to rangę księcia Rzeszy). Prowadził politykę zgodą z interesami dworu francuskiego, z którym powiązany był poprzez swoją żonę. Brał udział po stronie francuskiej w zmaganiach wojny stuletniej. Miał konflikty z książętami Lotaryngii i biskupami Metzu; trafił nawet do niewoli w Metzu. Mocno zadłużył swoje księstwo.

## Rodzina
5 października 1364 Robert poślubił Marię (ur. 1344, zm. 1404), córkę króla Francji Jana II Dobrego. Z małżeństwa tego pochodziło liczne potomstwo, w tym:
- Henryk (zm. 1396/1398) (zginął w bitwie pod Nicopolis lub zmarł w niewoli po niej),
- Maria, żona hrabiego Namur Wilhelma II,
- Bona, żona hrabiego Ligny Walrama III,
- Jan, zginął w 1415 w bitwie pod Azincourt,
- Filip, zginął w 1396 w bitwie pod Nicopolis,
- Karol (zm. 1392/1393),
- Edward III, książę Bar, zginął w 1415 w bitwie pod Azincourt,
- Ludwik (zm. 1430), biskup Verdun, kardynał, książę Bar po śmierci brata,
- Jolanta (zm. 1431), żona króla Aragonii Jana I,
- Jolanta (zm. 1421), żona księcia Bergu i Jülich Adolfa,
- Joanna (zm. 1402), żona markiza Montferratu Teodora II Paleologa[1][2].